# Comité paralympique et sportif français
CPSF
 (août 2024).
Si vous disposez d'ouvrages ou d'articles de référence ou si vous connaissez des sites web de qualité traitant du thème abordé ici, merci de compléter l'article en donnant les références utiles à sa vérifiabilité et en les liant à la section « Notes et références ».
Le Comité paralympique et sportif français (CPSF) est l’instance du mouvement sportif qui représente, anime et coordonne l’ensemble des acteurs qui proposent, en loisirs comme en compétition, une offre sportive à destination des personnes en situation de handicap. À ce jour, il compte 42 fédérations membres.
Le Comité paralympique et sportif français (CPSF) est une association régie par la loi du 1er juillet 1901. Il a été créé en 1992. Il est membre du Comité paralympique international (IPC), au sein duquel il représente la France. Cette légitimité internationale est complétée, depuis le 27 novembre 2015, par une reconnaissance du rôle CPSF dans la loi.
Le CPSF poursuit une double mission : 
- La constitution et la direction de l’équipe de France aux Jeux paralympiques.
- L’animation, la coordination et la représentation de l’ensemble des fédérations sportives membres du CPSF, afin de développer la pratique sportive des personnes en situation de handicap.

## Histoire
Le « Comité français de liaison pour les activités physiques et sportives des personnes handicapées » (COFLAPSPH) est créé en 1992 par la Fédération française handisport, la Fédération française du sport adapté et la Fédération sportive des sourds de France. Il a pour but d'harmoniser et de coordonner les actions menées pour les personnes paralysées. Le COFLAPSPH est dénommé Comité paralympique et sportif français le 20 juin 1996.
La loi du 27 novembre 2015 promeut le rôle du CPSF en tant qu’acteur majeur pour développer la pratique sportive à destination des gens ayant des difficultés physiques. La même année, le CPSF est nommé membre fondateur de Paris 2024, afin d’aider à l’organisation des Jeux olympiques et paralympiques.

### Identité visuelle (logo)
Entre 2008 et 2010, le Comité utilise la mention « France Paralympique » avec le logo du Comité international paralympique.

Logo du CPSF utilisé entre les Jeux d'hiver de 1994 et ceux de 2006.
Logo du CPSF utilisé de 2012 à 2019.
Logo du CPSF depuis 2019.

L'emblème paralympique est composé de trois motifs d'origine coréenne, communément appelés les Agitos, ressemblant à des virgules penchées sur un fond blanc. Un des symboles est vert, le second est rouge et le dernier bleu, ces couleurs étant les plus courantes sur les drapeaux. Ils représentent l'esprit, le corps et l'âme, qui sont les trois composantes de l'être humain. La devise paralympique est « l'esprit, le corps, l'âme ».

## Objectifs et missions
En tant que représentant de l'IPC sur le territoire français, le CPSF a plusieurs missions.

### Développer la pratique sportive pour les personnes en situation de handicap
Le CPSF œuvre pour ouvrir la pratique sportive aux personnes en situation de handicap. Il incite toutes les fédérations sportives françaises à participer conjointement au développement maitrisé et durable de la pratique sportive des personnes en situation de handicap. Cela implique de donner la priorité à la sécurité, la qualité d’accueil, le respect et l’épanouissement des personnes en situation de handicap.
Le CPSF joue le rôle de représentant du mouvement sportif handicapé dans les instances sportives nationales pour défendre les intérêts collectifs des différents acteurs de ce mouvement. Il entreprend toute activité d'intérêt commun de nature à encourager le développement du sport de haut niveau et du sport pour tous pour les personnes en situation de handicap.

### Missions liées au Paralympisme
Le CPSF doit constituer, organiser et diriger la délégation française aux Jeux paralympiques et aux compétitions multisports régionales, continentales ou mondiales patronnées par l’IPC. Sur proposition des fédérations intéressées, il procède à l'inscription des sportifs puis à leur engagement définitif. Il est responsable du comportement des membres de ses délégations. Il a l’obligation de participer aux Jeux paralympiques en y envoyant des athlètes.

## Sports concernés
Le CPSF encadre toute activité sportive destinée aux personnes en situation de handicap, tout handicap confondu. Les termes pour désigner le sport à destination des personnes handicapées sont variés.
Le « Parasport » est le terme générique pour désigner l’ensemble des sports pratiqués par les personnes en situation de handicap, en loisir comme en compétition, inscrits au programme des Jeux paralympiques ou non. Il est décliné par discipline, comme le « para badminton », le « para aviron », le « para ski alpin » ; le « para surf », la « para voile », le « para karaté » … On appelle ainsi les athlètes qui représentent la France aux Championnats du Monde de para triathlon « l’équipe de France de para triathlon ». Un pratiquant est donc un parasportif. Le préfixe « para » renvoie au terme « parallèle ». Les différents termes viennent des terminologies anglophones et sont soutenues par l'IPC.
Le terme « paralympique » a trait aux sports qui sont inscrits au programme des Jeux paralympiques. Ces derniers sont aujourd’hui au nombre de 22 et, comme aux Jeux olympiques, évoluent régulièrement lors de chacune des éditions. Ainsi, le basket en fauteuil roulant est aujourd’hui un sport paralympique, car inscrit au programme des Jeux paralympiques. La « para surf » est un parasport car n’est pas inscrit au programme des Jeux paralympiques.
Le terme « handisport » désigne une fédération sportive – la Fédération Française Handisport – et les nombreuses disciplines sportives qu’elle propose. Par extension, le terme « handisport » est souvent utilisé pour évoquer la pratique sportive des personnes qui présentent un handicap physique ou sensoriel.

## Fonctionnement
Les membres du CPSF sont représentés au sein d’une assemblée générale qui se réunit tous les ans et est présidée par le président du CPSF.

## Éthique et règles
Le CPSF est régi en conformité avec les règles du Comité international paralympique (IPC) auquel il est affilié, et dans le respect des dispositions légales et réglementaires en vigueur. Il se conforme aux principes et règles énoncées dans la Charte des valeurs et de l’éthique du Mouvement paralympique français ainsi que le Code éthique  et le Code antidopage  de l'IPC.

## Jeux paralympiques en France

### Paris 2024
Les Jeux paralympiques d'été de 2024 vont se tenir du 28 août au 8 septembre 2024. Ce sera la première fois que Paris organisera les Jeux paralympiques d’été. Pour la première fois de l’histoire, l'emblème des Jeux olympiques et des Jeux paralympiques sera le même dans le cadre de Paris 2024.

## Présidence
- Marie-Amélie Le Fur (depuis 2018)
- Emmanuelle Assmann (2013-2018)
- Gérard Masson (2009-2013)
- André Auberger (1992-2009)

## Fédérations sportives reconnues par le CPSF
Le CPSF reconnaît les fédérations sportives suivantes : 

### Fédérations fondatrices
- Fédération française du sport adapté
- Fédération française handisport

### Fédérations paralympiques
- Fédération française d'aviron
- Fédération française de badminton
- Fédération française de canoë-kayak et des sports de pagaie
- Fédération française de cyclisme
- Fédération française d'équitation
- Fédération française de hockey sur glace
- Fédération française de judo, jujitsu, kendo et disciplines associées
- Fédération française de taekwondo et disciplines associées
- Fédération française de tennis
- Fédération française de tir
- Fédération française de tir à l'arc
- Fédération française de triathlon
- Fédération française de volley

### Fédérations nationales des sports associés
- Centre national des sports de la défense
- Fédération française d'athlétisme
- Fédération française de basket-ball
- Fédération française de baseball et softball
- Fédération française de football
- Fédération française de force
- Fédération française de golf
- Fédération française de handball
- Fédération française de hockey
- Fédération française de karaté
- Fédération française de natation
- Fédération française de parachutisme
- Fédération française de pétanque et de jeu provençal
- Fédération française de rugby à XIII
- Fédération française de squash
- Fédération française de surf
- Fédération française de voile
- Fédération française du sport universitaire
- Fédération française sports pour tous
- Fédération sportive et gymnique du travail
- Union nationale du sport scolaire
- Union sportive de l'enseignement du premier degré
- Union nationale des centres sportifs de plein air

## Organisation territoriale
En 2019, le Comité paralympique et sportif français lance son déploiement territorial pour répondre aux enjeux de la nouvelle gouvernance et accompagner ses fédérations au plus proche du terrain. Sous la coordination de la référente paralympique nationale, 13 référents régionaux représenteront le CPSF dans l’hexagone d’ici fin 2020.
Une première vague de référents régionaux sera déployée en cette fin d’année 2019 dans les cinq régions suivantes : 
- Île-de-France
- Occitanie
- PACA
- Bourgogne-Franche-Comté
- Normandie

A l’issue des travaux sur la réforme de la gouvernance du sport français, un consensus s’est dégagé autour de la création d’un échelon d’animation territorial du mouvement paralympique, dont le CPSF est aujourd’hui dépourvu. Ce déploiement permet de mobiliser tous les acteurs (mouvement sportif, collectivités territoriales, État) pour le développement des activités sportives pratiquées par les personnes en situation de handicap.
Ils n’ont pas vocation à créer des clubs ou à substituer aux ligues ou comités régionaux des fédérations membres du CPSF. Sans lien hiérarchique avec les acteurs existants, ils ont pour mission d’être des leviers supplémentaires au bénéfice de ceux qui créés l’offre de pratique parasportive.

## ProgrammeLa Relève
La Relève est un programme de détection de potentiels sportifs mis en place par le CPSF à partir de 2019. L’objectif est d’inviter des personnes en situation de handicap motivées par la perspective d’une pratique sportive intensive et par la compétition, mais non encore identifiées par les fédérations, de se rendre sur un site de proximité afin de tester leurs capacités générales et rencontrer des sportifs et des dirigeants des fédérations paralympiques. L’ambition de ce programme est de faciliter le parcours de ces personnes vers une pratique adaptée à leurs capacités et aux possibilités de pratiques locales mais aussi, pour les fédérations, de détecter de futurs talents dont il conviendra de favoriser l’éclosion.